# To (kana)
En l'escriptura japonesa, els caràcters と (hiragana) i ト (katakana) són dues mores o kanes que ocupen la 20a posició en el sistema modern d'ordenació alfabètica gojūon (五十音), entre て i な; i el setè en el poema iroha, entre へ i ち. En la taula a la dreta, que segueix l'ordre gojūon (per columnes, i de dreta a esquerra), es troba en la quarta columna (た行, «columna TA») i la cinquena fila (お段, «fila O»). En fonologia, una mora és la unitat superior al segment i inferior a la síl·laba.
Tant と com ト provenen del kanji 止. Poden dur l'accent dakuten: ど, ド. Existeix una versió hentaigana de と, que prové del kanji 登.

## Romanització
Segons els sistemes de romanització Hepburn, Kunrei-shiki i Nihon-shiki:
- と, ト es romanitzen com a «to».
- ど, ド es romanitzen com a «do».

## Escriptura
|  | El caràcter と s'escriu amb dos traços: 1. Traç diagonal cap avall a la dreta, encara que més vertical que l'horitzontal. 2. Traç semblant a una C aixafada a l'esquerra, situat a sota del primer traç però tocant-lo. |
|  | El caràcter ト s'escriu amb dos traços: 1. Traç vertical. 2. Traç diagonal cap avall a la dreta que parteix de la mitja part del primer traç. Els caràcters ト i ド poden anar acompanyats de la versió petita del caràcter ウ (ゥ) per formar les síl·labes tu, du per a la transcripció de paraules manllevades d'altres idiomes |

## Altres escriptures
| と / ト en braille japonès    | と / ト en braille japonès                                 | と / ト en braille japonès                                  | と / ト en braille japonès                                                               | と / ト en braille japonès                                 | と / ト en braille japonès                                  | と / ト en braille japonès                                                               | と / ト en braille japonès                                                                |
| ----------------------------- | ---------------------------------------------------------- | ----------------------------------------------------------- | ---------------------------------------------------------------------------------------- | ---------------------------------------------------------- | ----------------------------------------------------------- | ---------------------------------------------------------------------------------------- | ----------------------------------------------------------------------------------------- |
| と / ト to                    | ど / ド do                                                 | とう / トー tō/tou                                          | どう / ドー dō/dou                                                                       | altres kanes basades en と                                 | altres kanes basades en と                                  | altres kanes basades en と                                                               | altres kanes basades en と                                                                |
| と / ト to                    | ど / ド do                                                 | とう / トー tō/tou                                          | どう / ドー dō/dou                                                                       | ちょ / チョ cho                                            | ぢょ / ヂョ jo/dyo                                          | ちょう / チョー chō                                                                      | ぢょう / ヂョー jō/dyō                                                                    |
| ⠞ (braille pattern dots-2345) | ⠐ (braille pattern dots-5) · ⠞ (braille pattern dots-2345) | ⠞ (braille pattern dots-2345) · ⠒ (braille pattern dots-25) | ⠐ (braille pattern dots-5) · ⠞ (braille pattern dots-2345) · ⠒ (braille pattern dots-25) | ⠈ (braille pattern dots-4) · ⠞ (braille pattern dots-2345) | ⠘ (braille pattern dots-45) · ⠞ (braille pattern dots-2345) | ⠈ (braille pattern dots-4) · ⠞ (braille pattern dots-2345) · ⠒ (braille pattern dots-25) | ⠘ (braille pattern dots-45) · ⠞ (braille pattern dots-2345) · ⠒ (braille pattern dots-25) |

Alfabet fonètic: 「東京のト」 (»el to de Tòquio»)
- Codi Morse: ・・－・・